# August Macke
August Robert Ludwig Macke (* 3. siječnja 1887. Meschede † 26. rujna 1914. Perthes-lès-Hurlus, Champagne) bio je jedan od najpoznatijih njemačkih slikara ekspresionizma. Sudjelovao je na objema izložbama Plavog jahača. 
U tek deset godina rada stvorio je mnogobrojna djela koja su se stilski brzo mijenjala. Njegov karakteristčki stil po kojem je danas poznat nastao je iz analiza djelovanja svjetla koje je perfekcionirao primjenom čistih, svijetlih i harmonirajućih boja. Slike ostavljaju dojam lakoće i vedrine. „Njegove slike ispunjavaju čežnju za idiličnim svijetom, skladom između slikara i njegove okoline.“

## Život
August Macke je rođen kao treće dijete i prvi sin građevinskog inženjera Augusta Friedricha Mackea i njegove žene Marie Florentine Macke. Djetinstvo je proveo u Kölnu i Bonnu. Za vrijeme školovanja je pokazao izuzetnu talentiranost u slikanju i crtanju. 1904. je protiv volje svog oca upisao studij umjetnosti na Akademiji lijepih umjetnosti u Düsseldorfu. Zbog krutog i staromodnog nastavnog plana akademije, kojeg je kritizirao, posebno zbog neprestanog crtanja gipsanih odljevaka, posjećivao je nastavu tek sporadično i paralelno je upisao kurseve na Obrtničkoj umjetničkoj školi koja ga je više ispirirala i bila poticajnija. 1906. je napustio akademiju.
Ubrzo je preko zajedničkih prijatelja upoznao Louise Dumont i Gustava Lindemanna koji su radili u kazalištu i imali želju reformirati ga. S velikim oduševljenjem je August Macke 1906. radio na skicama za scenografiju i kostime za različite predstave. Zajednički prijatelj Schmidtbonn je ovako opisao 19-godišnjeg slikara: „ Bio je visok i širokih ramena, sa zdravim osmjehom na licu. Njegova pojava, lice, glas su neobično ispunjavali našu sobu. [...]. On nas je obasuo svojom snagom i životnom radošću iako smo vjerovali da posjedujemo dovoljno vlastite."
Za vrijeme jednog boravka u Parizu je Macke vidio slike francuskih impresionista koje su na njega ostavile dubok dojam. Odlučio je svoje školovanje upotpuniti kod nekog njemačkog impresionističkog slikara. Izabrao je Lovisa Corintha koji je predavao na privatnoj slikarskoj školi u Berlinu. Za vrijeme šestomjesečnog tečaja posjećivao je berlinske muzeje. 
1908. je s njegovom kasnijom ženom, Elisabethom Gerhard, njezinim tetkom te s Bernhardom Köhlerom po drugi put posjetio Pariz. Razlog putovanju je bila želja Bernharda Köhlera njegovu bogatu zbirku slika nadopuniti djelima francuskih impresionista i August Macke je imao ulogu savjetnika. 
[[Datoteka:Macke - Staudacherhaus am Tegernsee.jpg|mini|]]
U listopadu 1908. je počeo s odsluživanjem jednogodišnje vojne službe. Nakon završetka vojne službe se u listopadu 1909. vjenčao s Elisabethom Gerhard. Materijalno osigurani zahvaljujući mirazu kojeg je Elisabetha Gerhard donijela u brak mogli su bezbrižno živjeti. 1910. i 1913. rođeni su sinovi Walter i Wolfgang. 

## Slikarstvo
Medeni mjesec su proveli u Parizu gdje je slikar vidio mnogobrojna djela futurista i fovista. Nakon vremena provedenog u Parizu slijedili su pozivu prijatelja Schmidtbonna i proveli godinu dana u Tengersee u gornjoj Bavarskoj. To je bila posebno plodna faza slikara.
Početkom 1910. je August Macke upoznao Franza Marca. Uskoro ich je povezivalo intenzivno prijateljstvo. U pismima su debatirali o različitim umjetničkim teorijama i pitanjima. U rujnu 1910. je posjetio izložbu Minhenskog kruga gdje su bila izložena djela fovističkog stila te djela u kojima su se nazirali počeci kubizma. Nasuprot Franzu Marcu koji se odmah pridružio Minhenskom krugu je August Macke bio suzdržljiv :“ [...]nije me uzdrmalo. Zanima me.[…] Ali sredstva izražavanja su premoćna za ono šta žele reći.“
Krajem 1910. se bračni par Macke vraća u Bonn gdje u kući Elisabethinih roditelja nadograđuje atelje koji mu je za vrijeme boravka u Tengersee nedostajao, u kući prijatelje Schmidtbonna nije bilo dovoljno mjesta. U Bonnu Macke slika preko 330 slika.
[[1911.]] je August Macke upoznao studenta Maxa Ernsta i njegove slike su mu se izuzetno svidjele, pod utjecajem Mackea se Max Ernst odllučio ozbiljno baviti slikarstvom.
Krajem 1911. su Franz Marc i Wassily Kandinsky istupili iz Minhenskog kruga i osnovali vlastiu utmjetničku grupu Plavi jahač kojoj se August Macke pridružio. Na prvoj izložbi Plavog jahača koja je održana u Münchenu, nakon toga u Kölnu, Berlinu, Hagenu i Frankfurtu, su izložena samo tri djela Augusta Mackea zbog čega se osjećao zapostavljen i nedovoljno reprezentiran. Njegov odnos prema Plavom jahaču je od početka bio podvojen, s jedne strane su Kandiskijeve slike ostavljale dubok utisak, s druge strane mu se nije sviđala visoka umna zahtjevnost slikara te Kadniskijev dominantni karakter.
August Macke je sudjelovao na drugoj, grafičkoj izložbi Plavog jahača, ali umjetnički se već disatncirao od grupe.
Zajedno s Franzom Marcom je na zidu svog atelijea naslikao sliku “Paradies“ koja prikazuje Adama i Evu.
Tri godine u Bonnu su bile vrlo važne za Augusta Mackea. Izlagao je svoje radove u mnogobrojnim i vrlo cijenjenim galerijama tako da je njegova popularnost u Njemačkoj sve više rasla,  kao rezultat popularnosti dobio je poziv izložiti svoje slike i u galeriji Karo – Bube u Moskvi. Osim toga je bio organizator mnogih izložbi, u Gereonsklubu u Kölnu je izložio djela mladih i nepoznatih avantgardističkih slikara. Bio je inicijator izložbe Rajnskih ekspresionista 1913. u Bonnu, te na Herbstsalonu u rujnu 1913.
Da bi imao više vremena i mira posvetiti se vlastitom slikarstvu preselio se sa svojom familijom u Hilterfingen am Thunersee. U susjedstvu je živio slikar Louis Moilliet, nedaleko Paul Klee. U Hilterfingenu su nastale njegove najvažnije slike.
Sredinom 1914. je s Paulom Kleeom i Louisom Moillietom otputovao u Tunis. To studijsko putovanje je bila ideja Paula Kleea, on je bio uvjeren će ih zajednički boravak u Tunisu inspirirati. Nakon 14 mjeseci se August Macke vratio kući s pregrštom fotografija, crteža i akvarela. 
U drugoj polovici lipnja 1914. je slikaru preostalo tek kratko vrijeme od 6 tjedana za njegove radove. On se dobrovoljno prijavio u vojsku i 8. kolovoza je već bio na frontu. Poginuo je 26. rujna 1914. kod Perthes-lès-Hurlus u Champagni. Bilo mu je 27 godina. Iako je bio dobrovoljac njegova su pisma iz kratkog zadnjeg životnog perioda s ratnog bojišta bila puna strahovitih utisaka nečovječnosti rata. Pokopan je na vojničkom groblju Souain u Francuskoj.

## Stvaralaštvo

### Utjecaji i razvoj
August Macke je bio otvoren za sve utjecaje njegovog vremena i eksperimentirao je s novim slikarskim stilovima. 

### Rani radovi
Mnogbrojni portreti iz prvih godina rada pokazuju njegov pokušaj prirodu naslikanih osoba prenijeti na platno. Neki od njegovih prvih radova nastali su pod utjecajem Arnolda Böcklina, slikara simboličkog stila, koji je u svojim slikama pokušavao izraziti vlastite ideje, raspoloženja i misli. Tako je najvjerojatnije Mackeova slika Herbst, (Jesen)  iz 1905. inspirirana Böcklinovom slikom Herbstgedanken  (Jesenje misli). Osim toga je Hans Thoma jedan od uzora, usamljenost u Mackeovoj slici Spaziergänger (Šetači) iz 1907. je nastala pod njegovim utjecajem.

### Impresionizam
Impresionistički slikari čije je slike upoznao u Parizu utjecale su vrlo intenzivno na Mackea. „Ne razumijem da sam tako dugo bio vezan uz Böcklina i Thoma.[…] Sad sam ih se zauvijek rješio.“ pisao je 1907. svojoj ženi Elisabethi. Njegova se pažnja udaljila od motiva i koncentrirala na atmosferu slike, njezino djelovanje kroz boje i svjetlo. Kratkotrajno je primijenio impresionističku slikarsku tehniku kratkih, blijedih poteza kista kao u slici Am Rhein bei Hersel (Na Rajni kod Hersela). Karakteristično za impresioniste je svakidašnjost motiva koji nemaju nikakvog dubljeg značenja, jedna od stvari koje je Macke preuzeo. Posebno se divio Edouardu Manetu čiji je utjecaj još bio vidljiv kad je Macke već odavno prestao impresionistički slikati, i to u izboru motiva i kompozicije slike. U slici Staudacherhaus am Tegernsee (Staudacher - kuća na Tengersee) vidi se sličnost s Manetovom slikom Landhaus in Rueil (Ladanjska kuća u Rueliju).

### Ekspresionizam
Slikarski stil Augusta Mackea mijenja se ponovo, ovog puta pod utjecajem fovističkih slikara, ali i njemačkih ekspresionista, posebno članova Minhenskog kruga, Franza Marca i Gabriele Münter. Njegove slike imaju sjajan kolorit i pojednostavljene forme koje su često porubljene tamnim linijama. Slike gube dimenzionalnost u korist boje i površine, često je vidljivo zanimanje za ornamente. U mnogobrojnim slikama do 1912. slika po uzoru na Matissea s motivima mrtve prirode. 
Pod utjecjem Kandinskog i Marca eksperimentira Macke s tehnikom abstrahiranja. Jedna od slika nastalih u tom periodu je Der Sturm (Oluja) koja je izašla u almanahu Plavi Jahač. U toku 1912. godine je prestao slikati ovim stilom. 

### August Macke stil
Slika Spaziergänger am See (Šetači na jezeru) iz 1912. godine markira značajnu promjenu u Mackeovim djelima. Oštrobridne, šiljastokutne forme nalaze se u dinamici koja je isprekidana, do tada zatvorena površina slike gubi svoju ograničenost. August Macke reagira u svojim slikama na rani kubizam Pabla Picassa i Georgesa Braquea. Na početku je čak i preuzeo tamnu i prigušenu kolorizaciju. Slike u kojima prismatički elementi leže jedan iznad drugog, slikao je po uzoru futurističkog stila čija je namjera bila simultanim procesima izraziti dinamiku. Jedan primjer ovog slikarstva je Großes helles Schaufenster (Veliki svjetli izlog). U izlogu se ogledava prometna ulica, jedan konj koji se pomiče na lijevo, jedan kočijaš koje se s fijakerom pomiče na desno, gore desno se vidi revolver, najverojatnije dio plakata. Osim toga su ga se duboko dojmile slike Roberta Delaunaya, one su bile ritmički raščlanjene u sekvence pune boja i svjetla, utjecaj Delaunaya vidi se u slici Modegeschäft (Modni dućan) iz 1913.
Niti jednom se stilu nije potpuno prepustio već je iz svakog preuzeo elemente koji su mu najviše odgovarali i sintezirao svoj vlastiti, prepoznatljivi stil. Predmeti su pojednostavljeni (često kao geometrijske forme) i podređene bojama iako predmetnost nije posve isključena. Boje su svjetle i blistave, nema tvrdih kontura, najbolji primjer je Garten am Thuner See (Vrt u Tengersee) jedna od njegovih rijetkih slika krajolika. 
Najdraže i najvažnije teme u njegovim slikama su: žene pred izlozima, šetači u parku, životinje u zoološkom vrtu. U mnogim slikama prevladava nepokretnost, ljudi su često okrenuti od promatrača, pognutih glava ili zatvorenih očiju kao da meditiraju. Slike imaju sanjarski, idilični aspekt, Mackeova vizija rajskog, idiličnog svijeta.
Njegova posljednja slika Abschied (Rastanak) prepuna je tamnih slutnji pred Prvi svjetski rat.

### August Macke crtač
August Macke je cijelog života crtao i ostavio je 9000 crteža. Na početku je crtanjem izučavao slikanje, pomagalo mu u raspoznavanja regularnosti u procesu stvaranja.“ Uvijek nosim sa sobom blok za crtanje da bi savladao svaki pokret čovjeka i životinje jer to ne uči niti jedan profesor." Crtanje je bio važan medium u potrazi za svojim karakterističnim načinom izražavanja. Osim toga je bio talentirani karikaturist.

## Djela
- Abend, 1912, Privatno vlasništvo
- Abschied, 1914, Köln, Wallraf-Richartz-Museum
- Am Rhein bei Hersel, 1908, Bonn, Städtisches Kunstmuseum
- An der Landungsbrücke in Thun, 1914, Köln, Museum Ludwig
- An der Schiffslände, 1914, Köln, Benno & Dorothée Peters
- Angler am Rhein, 1907, München, Städtische Galerie im Lenbachhaus
- Badende Mädchen mit Stadt im Hintergrund, 1913, München, Staatsgalerie moderner Kunst
- Baum im Kornfeld, 1907, Dortmund, Museum am Ostwall
- Bei den Papageien [1], 1914, Zürich, Sammlung Bührle
- Blick in eine Gasse, 1914, Mülheim a.d. Ruhr, Städtisches Museum
- Blick ins Gartenhaus, 1914, Bonn, Städtisches Kunstmuseum
- Dame in grüner Jacke, 1913, Köln, Wallraf-Richartz-Museum
- Das helle Haus (1. Fassung), 1914, Bern, Kunstmuseum
- Der alte Geiger, 1905, Privatno vlasništvo
- Die Frau des Malers, lesend, 1914, Privatno vlasništvo
- Drei Mädchen mit gelben Strohhüten (I), 1913, Den Haag, Gemeentemuseum
- Eine Ladenstraße unter Lauben, 1914, Privtno vlasništvo
- Elisabeth am Schreibtisch [1], 1909, Privatno vlasništvo
- Elisabeth am Schreibtisch [2], 1911, Kaiserslautern, Pfalzgalerie des Bezirksverbands Pfalz
- Elisabeth Gerhardt, nähend (nähendes Mädchen), 1909, Dortmund, Galerie Utermann
- Entwurf für einen Wandteppich mit orientalischem Liebespaar, 1912, Vlasništvo SR Njemačke
- Esel im Palmenhain, 1914, Privatno vlasništvo
- Eselreiter, 1914
- Farbige Formen (I), 1913, Münster, Westfälisches Landesmuseum für Kunst und Kulturgeschichte
- Farbige Formen (II), 1913, Ludwigshafen, Wilhelm-Hack-Museum
- Farbige Formen (III), 1913, Privatno vlasništvo
- Farbige Komposition [1], 1912, Ludwigshafen, Wilhelm-Hack-Museum
- Farbige Komposition (II): Großer Blumenteppich, 1912, Privatbesitz
- Farbkomposition, 1913, Privatno vlasništvo*
- Felsige Landschaft, 1914
- Flamingos im Zoo, 1913, Privatno vlasništvo
- Frau des Künstlers (Studie zu einem Porträt), 1912, Berlin, Staatliche Museen
- Frauen im Park (mit weißem Schrim), 1913, Privatno vlasništvo
- Garten am Thuner See, 1913, Bonn, Kunstmuseum
- Garten in Hilterfingen, 1914, Privatno vlasništvo
- Gartenbild, 1911, Düsseldorf, Sammlung Westdeutsche Landesbank
- Gartenrestaurant, 1912, Bern, Kunstmuseum
- Gartentor, 1914
- Gelbes Segel, 1913, Privatno vlasništvo
- Gemüsefelder, 1911, Bonn, Kunstmuseum
- Große Promenade: Leute im Garten (Predigtsamtkanidat), 1914, Privatno vlasništvo
- Großer heller Spaziergang, 1913, Münster, Westfälisches Landesmuseum für Kunst und Kulturgeschichte
- Großer Zoologischer Garten, Triptychon, 1913, Dortmund, Museum am Ostwall
- Großes helles Schaufenster, 1912, Hannover, Sprengel Museum
- Gruß vom Balkon, 1913, Privatno vlasništvo
- Hafenbild mit Kindern auf der Mauer: Dusiburger Hafen, 1914, Bern, Kunstmuseum
- Händler mit Krügen, 1914
- Haus im Garten, 1914
- Helles Haus, 1914
- Helmuth Macke lesend (Tegernsee), 1909/10, Privatno vlasništvo
- Hutladen, 1913, München, Städtische Galerie Lenbachhaus
- Hutladen an der Promenade, 1914, Köln, Museum Ludwig
- Im Basar, 1914
- Im Garten: Elisabeth und Walterchen mit Wolf, 1911, Aachen, Sammlung Ludwig
- In der Tempelhalle [1], um 1910–1914
- Indianer, 1911, Privatno vlasništvo
- Innenhof des Landhauses in St. Germain, 1914, Bonn, Kunstmuseum
- Kairouan (III), 1914, Münster, Westfälisches Landesmuseum für Kunst und Kulturgeschichte
- Kinder am Brunnen (mit Stadt im Hintergrund), 1914, Bonn, Städtisches Kunstmuseum
- Kinder am Gemüseladen (I), 1913, Bonn, Städtisches Kunstmuseum
- Kinder am Gemüseladen (II), 1913, Privatno vlasništvo
- Kinder am Hafen (I), 1914, Privatno vlasništvo
- Kinder im Garten, 1912, Bonn, Städtisches Kunstmuseum
- Kinder mit Ziege, 1912, Privatno vlasništvo
- Kinder mit Ziege im Wald, 1912, Privatno vlasništvo
- Kleiner Zoologischer Garten in Braun und Gelb, 1912, Privatno vlasništvo
- Krankenhaus in Tegernsee, 1910, Privatno vlasništvo
- Landschaft bei Hammamet, 1914
- Landschaft mit hellen Bäumen, 1914, Berlin, Nationalgalerie
- Landschaft mit Kindern und Ziegen, 1913, Basel, Kunstmuseum, Kupferstichkabinett
- Landschaft mit Kühen und Kamel, 1914, Zürich, Kunsthaus
- Leute am blauen See, 1913, Karlsruhe, Kunsthalle
- Mädchen im Grünen, 1914, München, Neue Pinakothek
- Mädchen mit Fischglocke, 1914, Wuppertal, Städtisches Museum
- Mann mit Esel, 1914, Bern, Kunstmuseum
- Männer auf der Terasse am See, 1914, Hannover, Sprengel Museum
- Marienkirche im Schnee, 1911, Hamburg, Kunsthalle
- Marienkirche mit Häusern und Schornstein, 1911, Bonn, Kunstmuseum
- Markt in Algier, 1914
- Markt in Tunis, 1914, Privatbesitz
- Mit gelber Jacke, 1913, Ulm, Ulmer Museum
- Modefenster, 1913, Köln, Museum Ludwig
- Modegeschäft, 1913, Münster, Westfälisches Landesmuseum für Kunst und Kulturgeschichte
- Modegeschäft im Laubengang, 1913, Privatno vlasništvo
- Morgenstimmung am Tegernsee, 1910, München, Städtische Galerie im Lenbachhaus
- Mutter und Kind [1], 1910, Privatno vlasništvo
- Nelken in grüner Vase, 1907
- Paar am Gartentisch, 1914, Privatno vlasništvo
- Paar auf dem Waldweg, 1913, Duisburg, Wilhelm-Lehmbruck-Museum
- Paar im Park, 1914, Köln, Museum Ludwig
- Paar im Walde, 1912, München, Privatno vlasništvo
- Park am Wasser, 1913, Hannover, Sprengel Museum
- Pierrot, 1913, Bielefeld, Kunsthalle
- Porträt der Frau des Künstlers mit Hut, 1909, Münster, Westfälisches Landesmuseum für Kunst und Kulturgeschichte
- Porträt des Franz Marc, 1910, Berlin, Neue Nationalgalerie
- Porträt Elisabeth Gerhardt, 1909, Privatno vlasništvo
- Porträt mit Äpfeln, 1909, München, Städtische Galerie im Lenbachhaus
- Porträtstudie Elisabeth Gerhardt (aus dem Gedächtnis), 1907, Privatno vlasništvo
- Porträtstudie Erich Reinau [1], 1908, Kronberg, Rut Lüdicke, geb. Reinau
- Promenade, 1913, München, Städtische Galerie im Lenbachhaus
- Promenade (Mit weißem Mädchen in Halbfigur), 1914, Stuttgart, Staatsgalerie
- Rosa Azalee (I), 1910, Privatno vlasništvo
- Rosa Azalee (II), 1910/11, Privatno vlasništvo
- Russisches Ballett (I), 1912, Bremen, Kunsthalle
- Schlucht, 1914
- Seiltänzer [1], 1914, Bonn, Kunstmuseum
- Selbstporträt, 1906, Münster, Westfälisches Landesmuseum für Kunst und Kulturgeschichte
- Selbstporträt mit Hut, 1909, Bonn, Kunstmuseum
- Selnstbildnis, 1907, Privatno vlasništvo
- Sonnenuntergang nach dem Regen (Leute im Park), 1914, Privatno vlasništvo
- Sonniger Weg, 1913, Münster, Westfälisches Landesmuseum für Kunst und Kulturgeschichte
- Spaziergang in Blumen, 1912, Berlin, Staatliche Museen
- Spaziergänger [1], 1907, Privatno vlasništvo
- Spaziergänger am See, 1913, Privatno vlasništvo
- Spaziergänger am See (I), 1912, Privatno vlasništvo
- Spaziergänger unter Bäumen [1], 1913, Privatno vlasništvo
- St. Germain bei Tunis, 1914
- Staudacherhaus in Tegernsee, 1910, Mülheim a.d. Ruhr, Städtisches Museum
- Stickende Frau auf Sessel: Porträt der Frau des Künstlers, 1909, Mülheim a.d. Ruhr, Städtisches Museum
- Stillleben: Hyazinthenteppich, 1910, Privatno vlasništvo
- Stillleben mit Apfelschale und japanischem Fächer, 1911, Privatno vlasništvo
- Stillleben mit Begonie, Äpfeln und Birne, 1914, Bonn, Städtisches Kunstmuseum
- Stillleben mit Hirschkissen und Strauß, 1911, Lübeck, Museum für Kunst und Kulturgeschichte
- Stillleben mit Milchkrug und Blumen, 1910, Privatno vlasništvo
- Stillleben mit Palme, 1910, München, Kunsthandlung Wolff
- Straße mit Kirche in Kandern, 1911, Freiburg im Breisgau, Augustinermuseum
- Tegernsee-Landschaft, 1910, Privatno vlasništvo
- Tegernseer Landschaft, 1910, Privatno vlasništvo
- Terrasse des Landhauses in St. Germain, 1914
- Tunislandschaft mit sitzendem Araber, 1914
- Türkisches Café (I), 1914, Bonn, Kunstmuseum
- Türkisches Café (II) [1], 1914, München, Städtische Galerie Lenbachhaus
- Unser Gärtchen und Krankenhaus in Tegernsee, 1910, Köln, Privatno vlasništvo
- Unser Garten am See (IV), 1914, Privatno vlasništvo
- Unser Garten mit blühenden Rabatten, 1912, Hamburg, Privatno vlasništvo
- Unser Häuschen in Tegernsee, 1910, Privatno vlasništvo
- Unser Wohnzimmer in Tegernsee, 1909/10, Privatno vlasništvo
- Unsere Straße in Grau, 1911, München, Städtische Galerie Lenbachhaus
- Vier Mädchen, 1913, Düsseldorf, Kunstmuseum
- Vier Mädchen auf Altane, 1913, Düsseldorf, Kunstmuseum
- Vor dem Hutladen (Frau mit roter Jacke und Kind), 1913, Hamburg, Sammlung Erik Blumenfeld
- Waldbach, 1910, Bloomington (Indiana), Indiana University, Art Museum
- Waldspaziergang, 1911, Privatno vlasništvo
- Walterchens Spielsachen, 1912, Privatno vlasništvo
- Wäsche im Garten in Kandern, 1907, Privatno vlasništvo
- Weg im Garten (Gartenweg), 1912, Münster, Westfälisches Landesmuseum für Kunst und Kulturgeschichte
- Weinberge am Murtensee, 1914, Stuttgart, Staatsgalerie
- Weißer Krug mit Blumen und Früchten, 1910, New York, Privatno vlasništvo
- Zoologischer Garten (I), 1912, München, Städtische Galerie Lenbachhaus
- Zwei Frauen am Tisch, 1910, Berlin, Privatno vlasništvo
- Zwei Mädchen im Walde, 1914, Privatno vlasništvo

## Vanjske poveznice
- August Macke, djela[neaktivna poveznica]
- Kuća Augusta Mackea u Bonnu
- Biografija